# 9,10-ditioantraceno

Estructura química del 9,10-ditioantraceno.

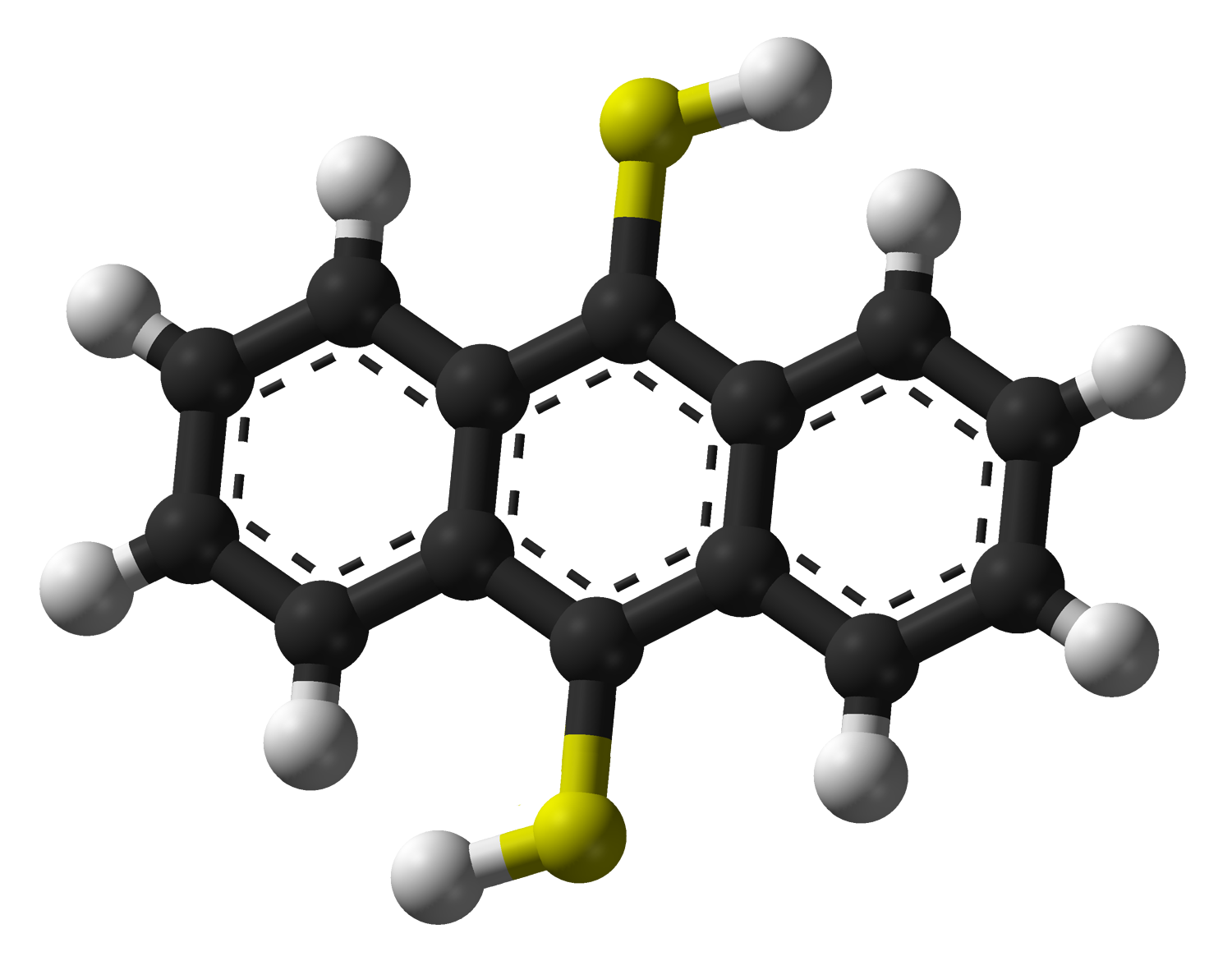
Modelo tridimensional de 9,10-ditioantraceno.

9,10-ditioantraceno (DTA) es un compuesto orgánico con tres núcleos aromáticos, similar al antraceno, que posee dos grupos tiol sustituyendo sus carbonos 9 y 10. La peculiaridad del compuesto es que, cuando se sitúa puro sobre una superficie caliente de cobre, es capaz de avanzar en línea recta mediante un mecanismo molecular que mimetiza el bipedismo (el andar) humano; este hecho se produce por la torsión de la molécula que provoca el desplazamiento de los grupos tioles, que actuarían como pies.
Este hecho, analizado en la Universidad de California en Riverside, produjo desplazamientos de unos 10 000 pasos en nanoescala sin asistencia externa y en línea recta, sin que se requiriese la existencia de raíles o surcos que encaminaran el avance.
Los investigadores de la Universidad de California creen que esta propiedad podría ser interesante en el desarrollo de computadoras moleculares en los que el 9,10-ditioantraceno actuara como nanoábaco.